# Breynia cernua
Breynia cernua är en emblikaväxtart som först beskrevs av Jean Louis Marie Poiret, och fick sitt nu gällande namn av Johannes Müller Argoviensis. Breynia cernua ingår i släktet Breynia och familjen emblikaväxter. Inga underarter finns listade i Catalogue of Life.